# Elektronski snop
Elektronski snop, tudi  katodni žarek, je s tehničnimi sredstvi ustvarjen snop sevajočih elektronov. Ker elektroni  v zraku zelo hitro izgubijo energijo, je za elektronski žarek potreben vakuum ali v primerjavi z običajnim ozračjem bistveno zmanjšan plinski tlak. Elektronski žarki so bili dolgo časa osnova za televizijske sprejemnike, računalniške zaslone in osciloskope.

## Nastanek
Elektronski žarek se običajno ustvarja z elektronskim topom, ki deluje na enaki osnovi kot katodno cev. Elektroni se sproščajo s segrete katode in pospešujejo v električnem polju. Dodatno se lahko pospešujejo s pospeševalniki delcev (linearni pospeševalniki, betatron, mikrotron, sinhrotron).
Katodni žarki so bili odkriti zaradi svetlobe, do katere je prišlo za odprtino v (pozitivni) anodi, nameščeni nasproti katodi. Vzrok za pojav naj bi bili žarki iz katode, od tod tudi prvotno, to je starejše ime katodni žarki. Po drugi strani so žarčenje, do katerega je prišlo pri hladni katodi zaradi razelektrenja v plinu, imenovali kanalske žarke. Šele kasneje so ugotovili, da so  vzrok za prvo obliko elektroni, za slednjo pa (pozitivni) ioni.

## Zgodovina
Povod za te preizkuse je bilo iskanje najmanjše enote elektrike, kot so jo zahtevali Faradayevi zakoni.  V ta namen so raziskovali električne procese v razredčenih plinih in naleteli na opisane svetlobne pojave. Julius Plücker je uporabljal cevi z razelektrenjem v plinu in s segreto katodo. Skupaj s svojim študentom Johannom  Hittorfom je ugotovil, 
1. da se iz katode premočrtno širi neke vrste električno sevanje,
2. da predmeti, postavljeni v njih pot, mečejo senco,
3. da je sevanje mogoče odkloniti z magnetnim poljem.

William Crookes, ki je za te preizkuse izumil cev s senčnim križem, je leta 1879 ugotovil, da do teh žarkov pride tudi v visoko evakuiranih ceveh, pri katerih do razelektritve v plinu ne prihaja več. Poleg tega je ugotovil, da žarčenje segreva trdna telesa in na njih izvaja pritisk. To ga je pripeljalo do zaključka, da so katodni žarki sestavljeni iz delcev.
Prvič je katodne žarke sistematično obravnaval Philipp Lenard konec 19. stoletja. Izdelal si je v ta namen tako imenovano Lenardovo okno, to je mrežo, ki jo pokriva kovinska folija. Ugotovil je, da katodni žarki prodrejo skozi plast, ki je več tisoč atomov debela. Lenard je odkril tudi, da katodni žarki osvetljujejo fotografske plošče in določeni materiali pod njihovim vplivom fosforescirajo.

## Pospeševanje in odklanjanje
Elektronski snop vsebuje hitre električno nabite delce, elektrone. Vsak elektron ima svoj električni naboj. Elektronski snop torej predstavlja električni tok. Kot vsak električni tok ustvari elektronski žarek magnetno polje. Električni naboj elektrona ima za posledico, da je na pot elektronskega snopa mogoče vplivati tako z električnim kot tudi z magnetnim poljem.
S primerno postavljenimi elektrodami pod električno napetostjo ali s pomočjo tuljav, skozi katere teče tok, je mogoče svetlobo preusmerjati. Elektrode je mogoče tudi uporabiti za pospeševanje ali zaviranje elektronov. Govora je tako o pospešenem ali zavrtem elektronskem snopu. Poleg hitrosti je z elektrodami mogoče vplivati na divergenco žarka. Za širjenje ali oženje žarka s pomočjo elektrod je ozadje elektronske optike.
Pospeševanje električnih nabojev je neizogibno povezano z nastankom zavornega sevanja. V tako imenovanih undulatorjih se na ta način ustvarja elektromagnetno sevanje zelo kratkih valovnih dolžin. Ker kinetična energija elektronov zaradi izgub zaradi zavornega sevanja pada, je zavorno sevanje omejitveni dejavnik pri načrtovanju sinhrotronov in drugih naprav, s katerimi se elektroni pospešujejo do zelo visokih kinetičnih energij.

## Zakon sipanja
Lenard je dognal naslednji zakon o sipanju:
{\displaystyle N(x)=N_{0}e^{-\alpha \cdot x}}
mit:
kjer je:
{\displaystyle N(x)=N_{0}e^{-\alpha \cdot x}}
mit:
{\displaystyle N_{0}} = Število elektronov pred folijo, {\displaystyle \alpha } = Absorpcijski koeficient, {\displaystyle x} = debelina folije.
Znanstveniki so v številnih poizkusih skušali določiti maso delcev v katodnih žarkih. Uspel je šele Joseph John Thomson (1856-1940), ki je z veliko boljšim vakuumom določil odvisnost naboja od mase pri elektrostatičnem odklonu katodnih žarkov.

## Uporaba
Prva pomembna tehnična uporaba usmerjenega elektronskega snopa je bila Braunova cev, ki jo je leta 1897 razvil Karl Ferdinand Braun. Katodni žarek na notranji strani  fluorescentnega zaslona osvetli točko, na katero ga usmerjajo odklonske elektrode. Cev se uporablja v katodnih oscilografih in v televizijskih prejemnikih.
Pulzi preusmerjenega žarka z elektroni  relativističnih hitrosti se uporabljajo v sinhrotronih ipd. kot vir elektromagnetnega sevanja (sinhrotronsko sevanje) od Infrardečih valovnih dolžin vse do mehkega gama sevanja (glej tudi Laser s prostimi elektroni).
Elektronski žarki močno interagirajo s snovjo; tako se na primer trdno telo segreva, če se obseva z elektronskim žarkom. To pride prav na primer pri  taljenju ali pa naparevanju z elektronskim snopom. Z ustrezno krmiljenim žarkom je brez težav mogoče obdelovati strukture velikostji nekaj milimetrov, na primer v postopku kalibriranja upornosti.
V kovinsko predelovalni industriji se elektronski žarek visoke moči (100 kW) uporablja za taljenje, površinska obdelava vzorca, žarenje, vrtanje, graviranje in varjenje. Obdeluje se običajno  v vakuumu (vsaj 10-2 mbar). Električno varjenje je možno tudi pri atmosferskem tlaku. Delovna razdalja med izstopom žarka in obdelovancem mora biti med 6 in 30 mm, Prehod iz visokega vakuuma na atmosferski tlak poteka v več korakih. 
Elektroni v elektronskem žarku imajo Louis de Broglie svojo od energije odvisno valovno dolžino, vendar pri tem ne gre za  elektromagnetna valovanja. Pri tipičnih energijah znaša  De Broglieva valovna dolžina elektronov daleč pod enim nanometrom. Zaradi uklona zato ločljivost elektronskega žarka ni omejena. Zaradi močne interakcije s snovjo so elektroni koristni za prikaz in analizo notranje strukture in površine snovi v trdnem stanju (glej elektronski mikroskop, foto-elektronsko spektroskopijo in elektronsko mikro-analizo). Primerni so tudi za izdelavo skrajno drobnih struktur v nanometerskem območju, na primer v litografiji z elektronskim snopom.

## Spletne povezave
- fizkapu.hu: Katódsugarak Animirane slike (katodni žarki v magnetnem poljem, 1-4.)